# Monte Bellows
Il Monte Bellows, (in lingua inglese: Mount Bellows), è una montagna antartica, alta 2.390 m, situata 6 km a ovest del Layman Peak sul fianco orientale del Ghiacciaio Ramsey, nei Monti della Regina Maud, in Antartide.
La denominazione è stata assegnata dall'Advisory Committee on Antarctic Names (US-ACAN) in onore di Frederick A. Bellows, della U.S. Navy, operatore radio alla Stazione McMurdo nel 1964.